# سبيل رقية دودو
سبيل رقية دودو هو سبيل يقع في شارع سوق السلاح على مقربة من ميدان القلعة بالقاهرة، تم بنائه في عام 1174هجرياً -1761 ميلادياً. تم بنائه من قبل بدوية شاهين على روح ابنتها المرحومة رقية دودو حسبما أشارت إليه العديد من النقوش الكتابية التي وردت بواجهة السبيل.

## رقية دودو
رقية دودو هي ابنة بدوية شاهين وهي حفيدة رضوان كتخدا الجلفي الذي كان من أمراء المماليك. وتوفيت في سن صغيرة وأنشأت أمها هذا السبيل على روحها عام 1174 هجرية.نسب رقية إلى أمها وعدم ذكر أبيها قد يبدو غريباً في المجتمعات العربية، إلا أنه كان شائعاً بين طبقة الأمراء والمماليك، ربما حتى لا تتعرض للأذى نكاية في الأب أو يهدم السبيل من كارهيه وأعدائه، بخاصة مع ما تداول عن أبيها من سوء علاقته بالسلطة.

## الوصف
يتكون المبنى من طابقين السفلي سبيل والعلوي كُتاب، وحجرة تحت الأرض تعرف باسم الصهريج، وتقع فوقها حجرة تسبيل الماء ذات الشبابيك الثلاثة، والسبيل ملتصق من الثلاث جهات عدا الجهة الرابعة الغربية، وتطل على الشارع بشبابيك التسبيل الثلاثة وهي واجهة مقوسة، ويتميز بوجود مصطبة دائرية تتقدم الواجهة وهى مخصصة لصعود المارة للشرب، إلى جانب أن السبيل ينفرد بعدد من المميزات المعمارية التي كانت تميزه عن الأسبلة المعاصرة له. أما السقف فهو مصنوع من الخشب الحافل بالزخارف الهندسية والنباتية العثمانية.

## الترميم
في فبراير 2022 أعلنت وزارة السياحة والأثار المصرية من الأنتهاء من ترميم المبنى ضمن مشروع الوزارة لترميم وإنقاذ 100 مبنى أثري بالقاهرة التاريخية. تضمنت الأعمال ترميم الأرضية الرخامية لغرفة التسبيل، وترميم وعزل سقف الغرفة الخشبية المزخرف، والشبابيك والكتبيات الخشبية الموجودة بغرفة الكتاب، وتأهيل المنطقة الخلفية للسبيل. كما تم تطوير شبكة الكهرباء ووضع نظام إضاءة جديد متكامل من الداخل والخارج .